# 1,2,5,6,9,10-Hexabromcyclododecan
1,2,5,6,9,10-Hexabromcyclododecan (HBCD oder HBCDD) ist ein additives Flammschutzmittel, das überwiegend in Polystyrolschaum, in hochschlagfestem Polystyrol und in Polstermöbeln eingesetzt wurde. Es bewirkt, dass sich lokale Brandherde langsamer entwickeln. In der Polymermatrix liegt es nicht chemisch gebunden, sondern als homogene Dispersion vor. HBCD wurde im Mai 2013 in das Stockholmer Übereinkommen über persistente organische Schadstoffe aufgenommen, wodurch für den Einsatz als Flammschutzmittel ein weltweites Herstellungs- und Anwendungsverbot gilt.

## Darstellung und Gewinnung
Technisch wird HBCD durch Addition von Brom an 1,5,9-Cyclododecatrien hergestellt.

## Eigenschaften
Von HBCD existieren 16 Stereoisomere, die sich in der räumlichen Anordnung der sechs kovalent gebundenen Brom-Substituenten unterscheiden. In technischen Produkten kommen das α-, das β- und das γ-Isomer vor.

Strukturen der sechs Isomere, welche zu einem Anteil von > 1 % im technischen Produkt vorhanden sind

## Verwendung
Die Hauptanwendungsbereiche von HBCD waren die Isolationsschäume EPS (expandierter Polystyrol-Hartschaum) und XPS (extrudierter Polystyrol-Hartschaum), die in großem Umfang zur Dämmung von Gebäuden eingesetzt wurden. Durch die Ausrüstung mit HBCD wurde erreicht, dass Polystyrol als schwerentflammbar klassifiziert wurde. Überdies fand HBCD bis im Jahr 2013 auch als Flammschutzmittel in Elektrogeräte-Gehäusen (insbesondere solche aus HIPS), Textilien und Polstermöbeln Verwendung. Im Elektroschrott wurde bei in den Jahren 2003 und 2011 durchgeführten Studien durchschnittliche Konzentrationen von 17 ppm bzw. 14 ppm gefunden, was auf das Vorkommen in den Gehäusen elektronischer Geräte zurückgeht.
Typische Einsatzkonzentrationen von HBCD waren rund 0,7 % in EPS, 2,5 % in XPS und 6–15 % in Textilien.
Der industrielle Verbrauch in Europa wurde 2001 auf jährlich rund 9500 Tonnen geschätzt. Der weltweite Jahresverbrauch lag bei 16.700 Tonnen.
Die US EPA identifizierte drei in EPS und XPS einsetzbare Alternativstoffe zu HBCD:
- 1,1′-(2,2-Propandiyl)bis[3,5-dibrom-4-(2,3-dibrom-2-methylpropoxy)benzol][S 4]
- 1,1′-(2,2-Propandiyl)bis[3,5-dibrom-4-(2,3-dibrompropoxy)benzol]
- Bromiertes Styrol-Butadien-Copolymer

Letzteres wird von verschiedenen Herstellern seit 2014 oder 2015 auch tatsächlich eingesetzt.

## Analytik
Zur Analytik wird das Isomerengemisch meist chromatographisch (z. B. durch HPLC) an ausgewählten Cyclodextrinphasen getrennt. Die Detektion erfolgt massenspektrometrisch meist mit der HPLC/MS- oder der GC/MS-Kopplung. Bei biologischen Matrices ist eine aufwändigere Probenvorbereitung, meist mit primärer Gewinnung eines Gesamtlipidextrakts und anschließender Reinigung über Kieselgel-Trennsäulen und/oder durch lipophile Gelchromatographie, erforderlich.
Durch eine Extraktion von EPS- oder XPS-Stücken in Aceton und anschließender Röntgenfluoreszenzspektroskopie (XRF) kann einfach zwischen einer Ausrüstung mit Hexabromcyclododecan oder dem polymeren Flammschutzmittel bromiertes Styrol-Butadien-Copolymer unterschieden werden. Auch die Verwendung von Kernspinresonanz (NMR) ist möglich.

## Umweltrelevanz
HBCD kann durch verschiedene Prozesse in die Umwelt gelangen und kommt in Spurenkonzentrationen in allen Umweltkompartimenten wie Luft, Wasser und im Boden vor. In Sedimenten, in Klärschlamm und in Fischen wurden hohe Konzentrationen des α-Isomers nachgewiesen. In einer vom WWF durchgeführten Untersuchung wurde HBCD auch im Blut der Europaparlamentarier gefunden. HBCD ist in geringeren Konzentrationen auch in vielen Lebensmittelverpackungen enthalten.
HBCD ist persistent und baut sich daher nur schwer in der Umwelt ab. Es ist bioakkumulierend, reichert sich also über die Nahrungskette in Lebewesen an. Giftwirkung wurde nachgewiesen für Wasserorganismen wie Krebstiere und Algen. Zudem wurde in Tierversuchen eine Schädigung der Embryonal- und Säuglingsentwicklung gezeigt. Zudem kann HBCD in der Umwelt über weite Strecken transportiert werden. Von an Strände abgelegener Inseln verfrachteten EPS-Fragmenten kann es freigesetzt werden und zur Exposition von Invertebraten führen.

## Gesetzliche Regelungen
Im Oktober 2008 wurde HBCD als PBT-Stoff in die Liste von besonders besorgniserregenden Stoffen aufgenommen. Danach wurde HBCD im Februar 2011 in das Verzeichnis der zulassungspflichtigen Stoffe mit dem Ablauftermin für die Verwendung in der EU zum 21. Juni 2015 aufgenommen. Zusätzlich wurde der Stoff im Mai 2013 in das Stockholmer Übereinkommen über persistente organische Schadstoffe aufgenommen. Für den Einsatz als Flammschutzmittel gilt ein weltweites Herstellungs- und Anwendungsverbot. Für den Haupteinsatzbereich als Zusatz in Dämmplatten galt eine einjährige Ausnahmeregel. Für die Verwendung in EPS für Bauzwecke hatte die EU eine Zulassung erteilt, wobei der Überprüfungszeitraum am 21. August 2017 auslief.
In Deutschland mussten HBCD-haltige Polystyrol-Dämmstoffe nach einer Änderung der Abfallverzeichnis-Verordnung ab 1. Oktober 2016 als gefährlicher Abfall entsorgt werden. Aufgrund dieser Einstufung kam es zu Entsorgungsengpässen, da viele Müllverbrennungsanlagen nicht über die entsprechende Genehmigung verfügten. Um weiterhin die Entsorgung in diesen Müllverbrennungsanlagen zu ermöglichen, regelten einige Bundesländer über Erlasse, dass HBCD-haltige Polystyrol-Dämmstoffe bis zu einem bestimmten Anteil im Baumischabfall zulässig sind. Nach einer weiteren Änderung der Abfallverzeichnis-Verordnung gelten HBCD-haltige Polystyrol-Dämmstoffe ab 28. Dezember 2016 als nicht gefährlicher Abfall und können in Müllverbrennungsanlagen entsorgt werden. Am 17. Juli 2017 wurden die POP-Abfall-Überwachungs-Verordnung und eine Änderung zur Abfallverzeichnis-Verordnung erlassen (BGBl. I S. 2644). HBCD-haltige Polystyrol-Dämmstoffe können damit auch weiterhin in Müllverbrennungsanlagen entsorgt werden, allerdings gelten für sie ein Getrenntsammlungsgebot, ein Vermischungsverbot sowie Nachweis- und Registerpflichten.
In Österreich werden HBCD-haltige EPS-Dämmstoffe als nicht gefährlicher Abfall (Abfallschlüsselnummer 57108 „Polystyrol, Polystyrolschaum“) eingestuft. Sie dürfen in Verbrennungsanlagen für nicht gefährliche Abfälle (Müllverbrennungsanlagen) mitverbrannt werden.

## Externe Links zu erwähnten Verbindungen
1. ↑  Externe Identifikatoren von bzw. Datenbank-Links zu α-Hexabromcyclododecan:  CAS-Nr.: 134237-50-6, PubChem: 11763618, Wikidata: Q81981248.
2. ↑  Externe Identifikatoren von bzw. Datenbank-Links zu β-Hexabromcyclododecan:  CAS-Nr.: 134237-51-7, EG-Nr.: 603-802-4, ECHA-InfoCard: 100.131.015, PubChem: 13040187, Wikidata: Q81981250.
3. ↑  Externe Identifikatoren von bzw. Datenbank-Links zu γ-Hexabromcyclododecan:  CAS-Nr.: 134237-52-8, EG-Nr.: 603-804-5, ECHA-InfoCard: 100.130.841, PubChem: 11377211, Wikidata: Q81981251.
4. ↑  Externe Identifikatoren von bzw. Datenbank-Links zu 1,1′-(2,2-Propandiyl)bis[3,5-dibrom-4-(2,3-dibrom-2-methylpropoxy)benzol]:  CAS-Nr.: 97416-84-7, EG-Nr.: 306-832-3, ECHA-InfoCard: 100.097.074, PubChem: 22345068, ChemSpider: 11364088, Wikidata: Q81987750.